# United States Tennis Association
United States Tennis Association, zkráceně USTA, česky: Americká tenisová asociace, je řídící tenisová organizace ve Spojených státech, člen Mezinárodní tenisové federace. Představuje neziskovou organizaci s více než 700 tisíci členy. Veškerý zisk investuje do rozvoje tenisu od řadových amatérských hráčů až po profesionální úroveň.

## Historie a charakteristika

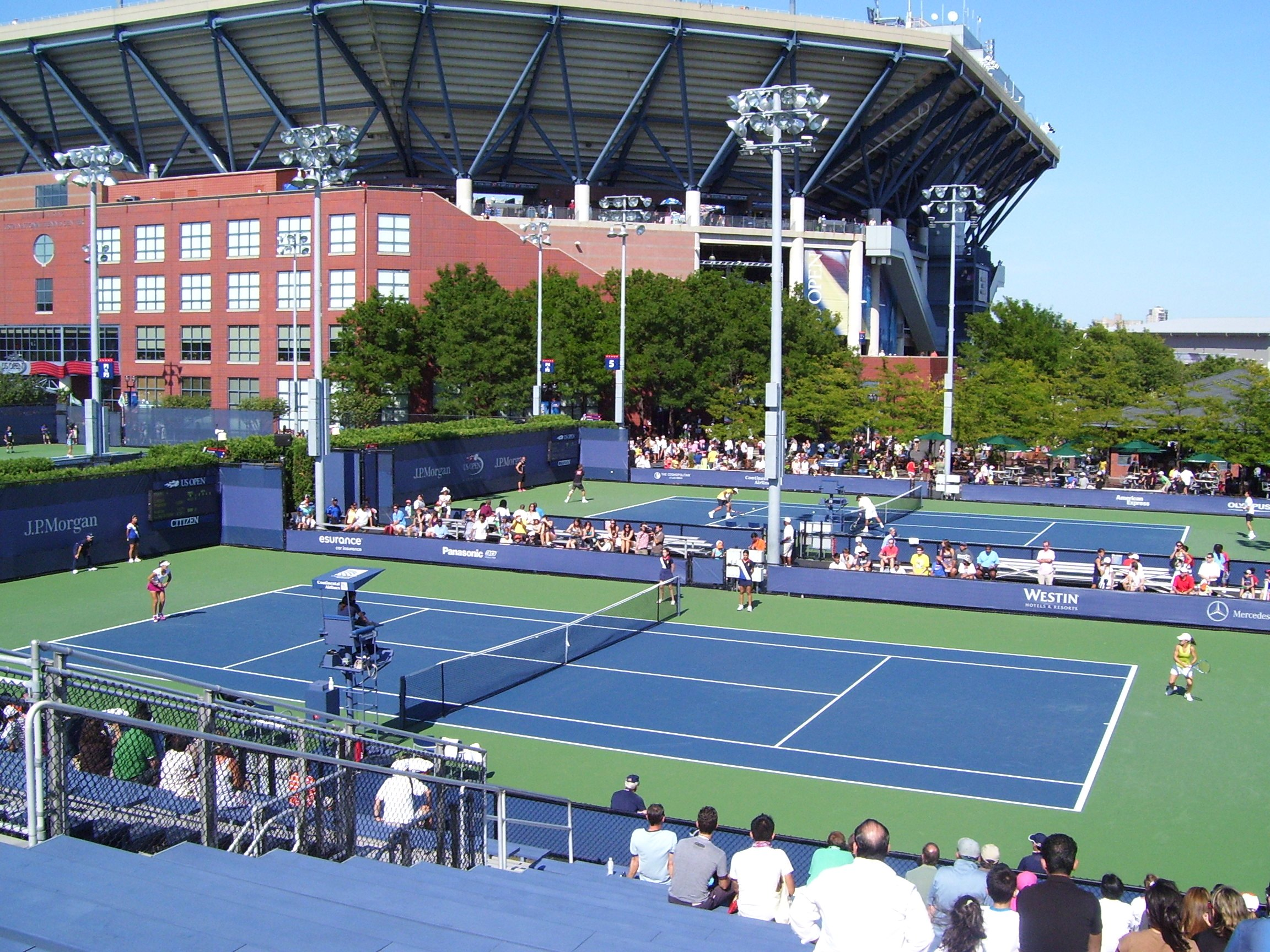
Hlavní centrum svazu představuje Národní tenisové centrum Billie Jean Kingové v Corona parku Flushing Meadows

Činnost organizace zahrnuje správu národních reprezentačních družstev včetně daviscupového a fedcupového, zastupování amerického tenisu v mezinárodních organizacích, propagaci a hájení jeho zájmů, pořádání soutěží včetně závěrečného grandslamu sezóny US Open a univerzitních klání. Podílí se také na výchově a akreditaci hráčů a trenérů.
Svaz sídlí v newyorském White Plains. Hlavním střediskem je Národní tenisové centrum Billie Jean Kingové.
Počátky tenisu na americkém kontinentu se datují k říjnu 1874. Manželka vojáka Martha Summerhayesová v pamětech uvedla, že se v daném období hrál tenis v arizonském oddílu Camp Apache. Původně byl svaz založen v roce 1881 skupinou několika newyorských tenisových klubů pod názvem United States National Lawn Tennis Association (USNLTA). V roce 1920 došlo k vypuštění slova „National“ (národní) a roku 1975 bylo pojmenování zkráceno o slovo „Lawn“ (travnatý).
Svaz pořádá turnaje ve většině měst čítajících více než 150 tisíc obyvatel. Ligové soutěže jsou hrány v jarní a podzimní části roku. Věkové kategorie jsou členěny na žáky (do 10 let), juniory, dospělé (mezi 18–40 lety) a veterány (nad 40 let). Každý veterán může požádat o zařazení mezi dospělé.
V souvislosti se zrušením ženské kvalifikace pro grandslamový turnaj US Open 2020 kvůli pandemii koronaviru uhradila Americká tenisová asociace náhradnímu turnaji TK Sparta Prague Open 2020 dotaci ve výši 3,125 milionu dolarů.

## Organizované turnaje a soutěže
- US Open
- Cincinnati Masters
- Connecticut Open (do 2019)
- Tenisové mistrovství USA mužů na antuce
- Tenisové mistrovství USA juniorů (tzv. Nationals at the Zoo), v kategoriích 16letých a 18letých v michiganském Kalamazoo
- USTA Pro Circuit – mužský a ženský okruh
- USTA Tennis on Campus – univerzitní klubová liga

## Organizace
Svaz je rozdělen do 17 regionálních sekcí podle geografického klíče a k roku 2016 měl více než 700 000 individuálních členů a 7 000 organizačních jednotek..

### Geografické sekce
- USTA Caribbean
- USTA Eastern
- USTA Florida
- USTA Hawaii Pacific
- USTA Intermountain
- USTA Mid-Atlantic
- USTA Middle States
- USTA Midwest
- USTA Missouri Valley
- USTA New England
- USTA Northern
- USTA Northern California
- USTA Pacific Northwest
- USTA Southern
- USTA Southern California
- USTA Southwest
- USTA Texas

## Seznam prezidentů
První ženou v čele národního svazu byla v letech 1999–2000 Julia Leveringová. V lednu 2015 se prezidentkou stala Katrina Adamsová, jakožto první Afroameričanka a první bývalý profesionální tenista. V lednu 2019 ji na dvouleté období ve funkci nahradil bývalý první deblista světa Patrick Galbraith. Od ledna 2021 se prezidentem asociace stal Michael J. McNulty z New Orleans, bývalý šéf svazové sekce v Louisianě a USTA Southern.
| Osoba               | období    |
| ------------------- | --------- |
| Robert Shaw Oliver  | 1881–1882 |
| James Dwight        | 1882–1884 |
| T.K. Fraser         | 1885–1886 |
| Richard Sears       | 1887–1888 |
| Joseph Clark        | 1889–1891 |
| Henry Slocum        | 1892–1893 |
| James Dwight        | 1894–1911 |
| Robert Wrenn        | 1912–1915 |
| George Adee         | 1916–1919 |
| Julian Myrick       | 1920–1922 |
| Dwight F. Davis     | 1923      |
| George Wightman     | 1924      |
| Jones W. Mersereau  | 1925–1927 |
| Samuel H. Colloml   | 1928–1929 |
| Louis Dailey        | 1930      |
| Louis J. Carruthers | 1931–1932 |
| Henry S. Know       | 1933      |
| Walter Merrill Hall | 1934–1936 |
| Holcombe Ward       | 1937–1947 |
| Lawrence Baker      | 1948–1950 |
| Russell B. Kingman  | 1951–1952 |

| Osoba               | období    |
| ------------------- | --------- |
| James H. Bishop     | 1953–1955 |
| Renville H. McMann  | 1956–1957 |
| Victor Denny        | 1958–1959 |
| George Barnes       | 1960–1961 |
| Edward A. Turville  | 1962–1963 |
| James B. Dickey     | 1964      |
| Martin Tressel      | 1965–1966 |
| Robert J. Kelleher  | 1967–1968 |
| Alastair Martin     | 1969–1970 |
| Robert B. Colwell   | 1971–1972 |
| Walter E. Elcock    | 1973–1974 |
| Stan Malless        | 1975–1976 |
| William E. Hester   | 1977–1978 |
| Joseph E. Carrico   | 1979–1980 |
| Marvin P. Richmond  | 1981–1982 |
| Hunter L. Delatour  | 1983–1984 |
| J. Randolph Gregson | 1985–1986 |
| Gordon D. Jorgensen | 1987–1988 |
| David R. Markin     | 1989–1990 |
| Robert A. Cookson   | 1991–1992 |
| J. Howard Frazer    | 1993–1994 |

| Osoba                 | období    |
| --------------------- | --------- |
| Lester M. Snyder, Jr. | 1995–1996 |
| Harry Marmion         | 1997–1998 |
| Julia Leveringová     | 1999–2000 |
| Mervin Heller, Jr.    | 2001–2002 |
| Alan Schwartz         | 2003–2004 |
| Franklin Johnson      | 2005–2006 |
| Jane Brown Grimesová  | 2007–2008 |
| Lucy S. Garvinová     | 2009–2010 |
| Jon Vegosen           | 2011–2012 |
| Dave Haggerty         | 2013–2014 |
| Katrina Adamsová      | 2015–2018 |
| Patrick Galbraith     | 2019–2020 |
| Michael J. McNulty    | 2021–2022 |
| Brian Hainline        | 2023–2024 |
| Brian Vahaly          | 2025–     |